# Klwów (plaats)
Klwów is een dorp in het Poolse woiwodschap Mazovië, in het district Przysuski. De plaats maakt deel uit van de gemeente Klwów.